# Cleistanthus macrophyllus
Cleistanthus macrophyllus là một loài thực vật có hoa trong họ Diệp hạ châu. Loài này được Hook.f. mô tả khoa học đầu tiên năm 1887.